# Franz Eusebius von Pötting
Franz Eusebius von Pötting (10 dicembre 1627 – Vienna, 29 dicembre 1678) è stato un nobile, diplomatico, politico e collezionista austriaco.

## Biografia

### I primi anni e la carriera in patria
Membro di una nobile famiglia di cavalieri della Bassa Austria residente a Pöttingen, vicino a Murstetten, Franz Eusebius era figlio di Friedrich Pötting (1577-1642) e della moglie di questi, Kunigunde Elisabeth Sternberg (1580-1631). Attraverso sua madre era imparentato coi membri della nobiltà boema. Studiò all'università di Leuven e poi si mise al servizio del regno di Boemia che dipendeva dalla corona imperiale del Sacro Romano Impero. Nel 1647 divenne dapprima consigliere presso la Corte d'appello di Boemia e poi fu vicecancelliere del regno dal 1649 al 1664. Il 6 marzo 1650 l'imperatore Ferdinando III lo volle come proprio ciambellano imperiale.
Nel 1650 von Pötting sposò Maria Margareta Löblová († 1658), figlia del consigliere privato e colonnello della guardia cittadina di Vienna, John Christoph Löbl. Marie Margareta e le sue sorelle erano comproprietarie di diverse residenze e proprietà a Rumburk e Varnsdorf, oltre al castello di Tolštejn. Pötting possedeva a sua volta terreni a Praga e, dopo il 1650, costruì una casa estiva a Břevnov. Dalle sue cognate acquistò proprietà per 92.000 fiorini d'oro, estendendo ulteriormente i propri possedimenti. Nel 1652 ricevette l'incolato di Boemia e l'anno successivo (1653) dall'imperatore Ferdinando III ottenne la tenuta Miličín a Benešov. Nel 1656 divenne finalmente l'unico proprietario della tenuta di Rumburk.
Dopo la morte della sua prima moglie nel 1658, sposò Marie Sophie von Dietrichstein (1652–1711), la figlia più giovane del principe Maximilian von Dietrichstein, nel 1662, col sostegno dell'imperatrice Eleonora. Da questo matrimonio nacquero due figli, entrambi morti in tenera età.

### All'ambasciata austriaca in Spagna
Nel 1660, sotto il governo di Leopoldo I del Sacro Romano Impero, divenne commissario imperiale presso il parlamento boemo. Tra il 1663 ed il 1674 fu facente funzioni di ambasciatore imperiale a Madrid, svolgendo un ruolo importante nelle relazioni familiari degli Asburgo d'Austria e quelli spagnoli. Tra le altre cose, contribuì ad organizzare il matrimonio dell'infanta Margherita Teresa di Spagna con l'imperatore Leopoldo I, le cui nozze ebbero luogo a Vienna il 12 dicembre 1666. Sostenne suo cognato Ferdinand Joseph von Dietrichstein ed altri suoi parenti come Philipp Sigmund von Dietrichstein, fornendo loro ampio accesso alla corte spagnola. La carica di ambasciatore in Spagna era molto prestigiosa e Pötting divenne un membro a pieno titolo della corte reale spagnola, prendendo parte a tutti gli eventi sociali. Il diario di Pötting relativo a quel periodo è una fonte importante per gli storici del regno di Spagna. Mantenne comunque ottimi legami con la corte viennese al punto che nel 1671 venne nominato Hofmarshall alla corte di Vienna. Nonostante il lauto stipendio di 34.000 ducati d'oro annui ricevuto dalle casse imperiali, gli alti costi di rappresentanza ed i suoi interessi nel mondo dell'arte lo portarono gradualmente alla bancarotta e per questo nell'aprile del 1674 decise di tornare stabilmente a Vienna.

### Le collezioni
Von Pötting fu un aristocratico colto e con molteplici interessi, primo tra tutti quello del collezionismo di libri. In Spagna, iniziò la creazione di quella che poi divenne una biblioteca unica nel suo genere, incamerando buona parte dell'ex collezione del marchese de Cábrega, morto nel 1671. Gran parte di questi volumi sono in seguito confluiti nella Biblioteca Nazionale Spagnola (circa 5000 volumi manoscritti).
A Rumburk, fondò un convento di frati cappuccini e curò la costruzione della chiesa del convento. Tuttavia, l'intero complesso non fu completato se non dopo la sua morte. Egli aveva deputato il monastero anche a luogo adatto per la conservazione della sua vasta biblioteca, ma questo progetto non si concretizzò.